# Булат, Виктор Васильевич
Виктор Васильевич Булат (рум. Victor Bulat; род. 5 января 1985, Тирасполь) — молдавский футболист, полузащитник.

## Карьера

### Клубная
Воспитанник «Шерифа». Выступал за ряд клубов Национальной дивизии. Несколько раз становился призером чемпионата страны. Весной 2011 года перешел в коллектив российского ФНЛ «Енисей» (Красноярск). Однако заиграть в новой команде хавбек не смог. В конце года контракт с ним по обоюдному согласию был расторгнут. Завершал свою карьеру полузащитник в Молдавии.

### В сборной
За сборную Молдавии Виктор Булат дебютировал 15 октября 2008 года в матче отборочного турнира Чемпионата мира 2010 в ЮАР против Люксембурга (0:0). Всего за национальную команду футболист провел восемь игр.

## Достижения
- Обладатель Кубка Молдавии (1): 2012/2013.
- Финалист Кубка Молдавии (1): 2008/2009.
- Вице-чемпион Молдавии (2): 2008/09, 2013/14.
- Бронзовый призер чемпионата Молдавии (1): 2012/13.